# Equilibrio económico

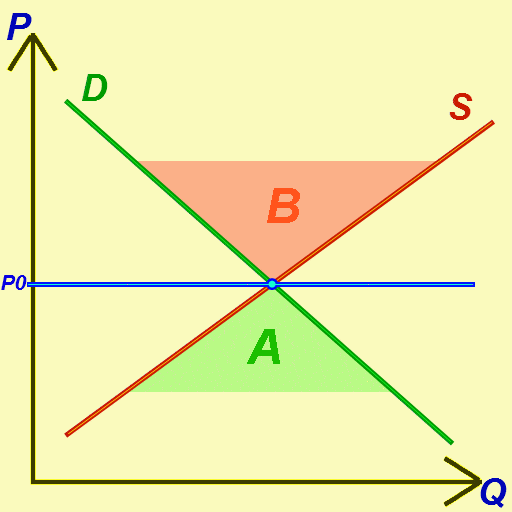
Precio de equilibrio: - P - precio - Q - cantidad de un bien
- S - oferta
- D - demanda
- P0 - precio de equilibrio
- A - exceso de demanda - cuando P<P0
- B - exceso de oferta - cuando P>P0

En economía, un equilibrio económico es un estado del mundo en el que las fuerzas económicas se encuentran equilibradas y en ausencia de influencias externas los valores  de las variables económicas no cambian. Es el punto en el cual la cantidad demandada y la cantidad ofertada son iguales. Un equilibrio de mercado, por ejemplo, hace referencia a la condición en la cual el precio de mercado se establece a través de la competencia de modo que la cantidad de bienes y servicios deseados por los compradores es igual a la cantidad de bienes y servicios producidos por los vendedores. Este precio suele denominarse precio de equilibrio y tiende a mantenerse estable siempre que la demanda y la oferta no varíen.

## Propiedades del equilibrio
En la mayor parte de modelos microeconómicos sencillos de oferta y demanda se puede observar un equilibrio estático en el mercado. No obstante, el equilibrio económico puede existir en relaciones que no sean de mercado y puede ser dinámico. Un equilibrio también puede ser multi mercado o general, en contraposición al equilibrio parcial de un solo mercado.  
En economía, el término equilibrio es utilizado para sugerir un estado de "balance" entre las fuerzas de oferta y las fuerzas de demanda. Por ejemplo, un aumento en la oferta alterará el equilibrio, conduciendo a una disminución de los precios. En general, un nuevo equilibrio puede lograrse en la mayor parte de mercados. Así, no habrá cambios en el precio o en la cantidad de producto vendido y adquirido, hasta que no haya un movimiento exógeno en la oferta o en la demanda (como cambios en la tecnología o en las preferencia). Esto es, no existen fuerzas endógenas que establezcan el precio o la cantidad.
No todos los equilibrios económicos son estables. Un equilibrio será estable cuando pequeñas desviaciones en el equilibrio activan fuerzas económicas que llevan al subsistema económico hacia el equilibrio original.
La mayoría de los economistas, como Paul Samuelson: Ch.3, p.52  alertan frente a dotar de un significado normativo al precio de equilibrio. Por ejemplo, los mercados de alimentos pueden estar en equilibrio y al mismo tiempo la gente padecer una situación de hambre, dado que esas personas no tienen la capacidad de hacer frente a ese elevado precio de equilibrio. Se trata de un ejemplo que se ha dado en la historia, como por ejemplo durante la Gran Hambruna en Irlanda de 1845–53.

## Solución del precio de equilibrio
Para resolver el precio de equilibrio, debe o bien representar las curvas de oferta y de demanda, y en el punto en que se crucen hallarlo, o bien resolver sus ecuaciones igualándolas.
Un ejemplo podría ser:
{\displaystyle {\begin{alignedat}{2}Q_{s}&=124+1.5\cdot P\\Q_{d}&=189-2.25\cdot P\\\\Q_{s}&=Q_{d}\\\\124+1.5\cdot P&=189-2.25\cdot P\\(1.5+2.25)\cdot P&=(189-124)\\P&={\frac {189-124}{1.5+2.25}}\\P&={\frac {65}{3.75}}\\P&=17.33\\\end{alignedat}}}
En el diagrama, que describe curvas de oferta y demanda sencillas, las cantidades demandadas y ofertadas al precio P son iguales.
A cualquier precio por encima de P la oferta excede a la demanda, mientras que a un precio por debajo de P la cantidad demandada excede la cantidad ofertada. En otras palabras, los precios donde la demanda y la oferta están fuera del equilibrio son definidos como puntos de desequilibrio, creando escasez o sobreoferta. Los cambios en las condiciones de demanda u oferta desplazarán las curvas de demanda u oferta. Esto provocará cambios en el precio y en la cantidad de equilibrio del mercado.

## Equilibrio dinámico
Mientras que en un equilibrio estático todas las cantidades tienen valores inalterables, en un equilibrio dinámico diferentes cantidades pueden crecer al mismo ritmo, dejando sus ratios inalterados. Por ejemplo, en un modelo neoclásico de crecimiento, la población activa puede crecer a una tasa que sea exógena (determinada fuera del modelo por fuerzas no económicas). En un equilibrio dinámico, el producto y el stock de capital físico también crecen a la misma tasa, siendo el producto por trabajador y el stock de capital por trabajador inalterados. De modo similar, en los modelos de inflación un equilibrio dinámico supondría que el nivel de precios, la oferta monetaria nominal, las tasas de salarionominales, y todas las demás valores nominales pueden crecer a una tasa común, mientras que los valores reales se mantengan inalterados, como es el caso de la inflación.
El proceso de comparar dos equilibrios dinámicos entre ellos se conoce como dinámica comparativa.
Algunos economistas con aportes contemporáneos como Ken Urai, Ahihiko Yoshimachi y Lu YU.